# NGC 2342
NGC 2342 è una galassia a spirale situata nella costellazione dei Gemelli, a una distanza di circa 262 milioni di anni luce dalla nostra Via Lattea.

## Scoperta
La galassia è stata scoperta il 10 novembre 1864 dall'astronomo tedesco Albert Marth.

## Descrizione
NGC 2342 presenta una larga riga a 21 cm dell'idrogeno neutro.
Nella galassia sono presenti anche regioni di idrogeno ionizzato.
La galassia appare luminosa anche all'infrarosso, per cui viene classificata come (LIRG).
Nelle immagini, NGC 2341 e NGC 2342 compaiono nella stessa regione di cielo. Tenendo conto che si trovano pressoché alla stessa distanza dalla nostra Via Lattea, è ragionevole pensare che esse formino una coppia di galassie in interazione gravitazionale tra di loro.